# Conquífero

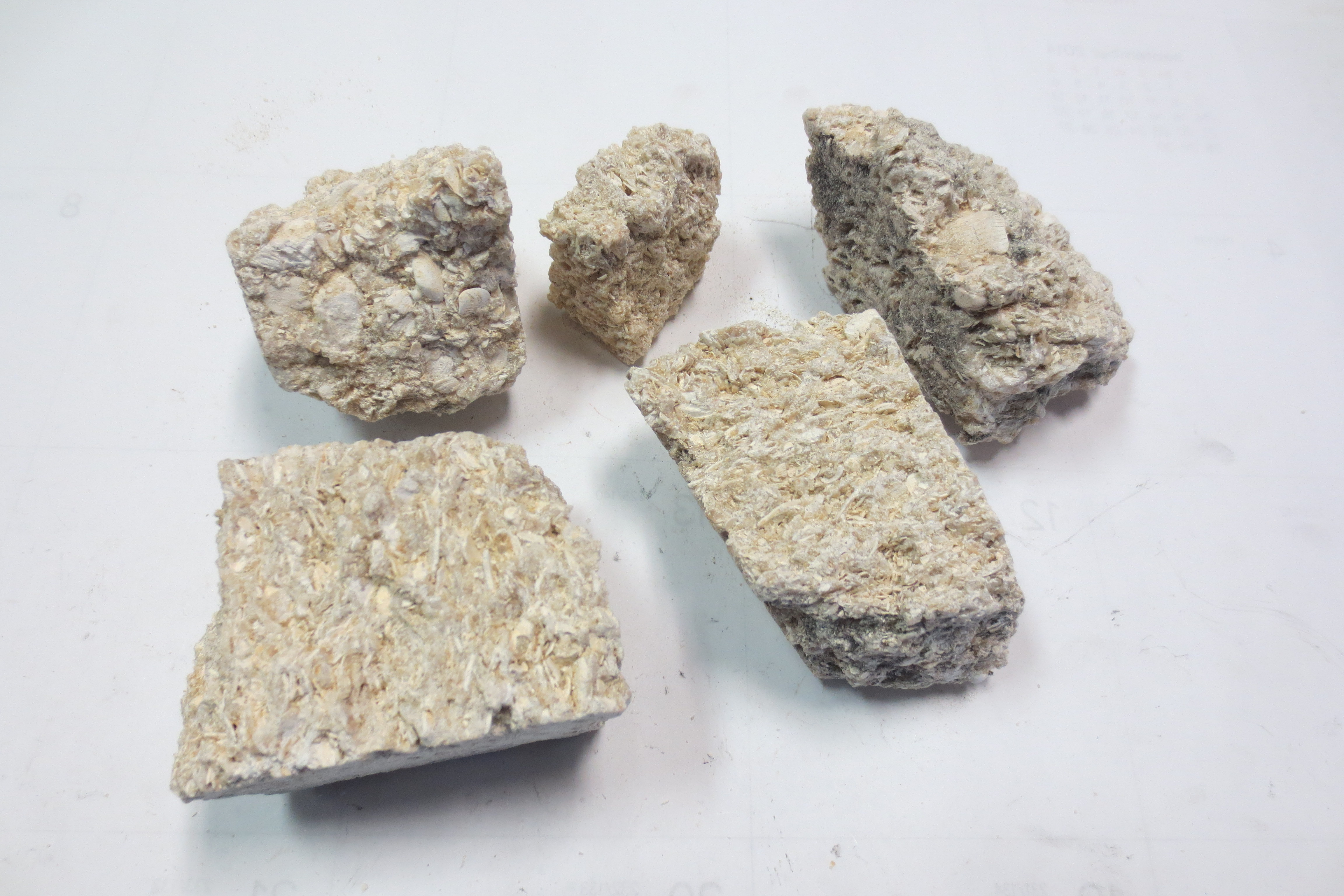
Algumas pedras de calcário conquívero

Conquífero é um aglomerado formado por seres vivos em fossilização, as conchas e fragmentos de conchas de moluscos, trilobitas e branquiópodes, particularmente não cristalinas, fazem uma aparente parte da rocha. Esses fragmentos foram, muitas vezes, transportados pela correnteza intensa do oceano e jogados nas praias ou depósitos de bacias hidrográficas, onde se acumulam com o tempo. Não tem rachas e normalmente é muito uniforme na sua composição e estrutura. Apesar de ser constituído por calcário é considerado uma rocha sedimentar biogénica pois é alterada pela vida.
Em Portugal o calcário conquífero são frequentes na Estremadura e Beira Litoral. O calcário é constituído por carbonato de calcário, sem contar com as impurezas, que são as sílicas, argilas, fosfatos, carbonato de magnésio, óxidos de ferro e magnésio, sulfatos, e matéria orgânica. Rochas que se formam a partir de fragmentos de rochas já existentes, de substâncias dissolvidas nas águas ou de restos de seres vivos. 